# 析木镇
析木镇，是中华人民共和国辽宁省鞍山市海城市下辖的一个乡镇级行政单位。

## 行政区划
析木镇下辖以下地区：
析木社区、柳官屯社区、缸窑岭村、老达堡村、打白虎村、姑嫂石村、蒲草峪村、达道峪村、十间房村、龙凤峪村、羊角峪村、松树沟村、红土岭村、上林村和下林村。

## 名胜古蹟
析木城石棚位於遼寧省海城市東南34公里析木鎮前姑嫂石村，2001年6月25日被立為全國重點文物保護單位。